# Стражи Галактики. Часть 3
«Стра́жи Гала́ктики. Часть 3» (англ. Guardians of the Galaxy Vol. 3) — американский супергеройский фильм, основанный на комиксах Marvel о приключениях команды супергероев Стражей Галактики. Создан студией Marvel Studios и распространяется Walt Disney Studios Motion Pictures. Продолжение фильмов «Стражи Галактики» (2014) и «Стражи Галактики. Часть 2» (2017), а также 32-й по счёту полнометражный кинокомикс в медиафраншизе «Кинематографическая вселенная Marvel» (КВM) и второй в пятой фазе. Режиссёром и сценаристом выступил Джеймс Ганн. Главные роли исполнили Крис Прэтт, Зои Салдана, Дейв Батиста, Карен Гиллан, Пом Клементьефф, Вин Дизель, Брэдли Купер, Уилл Поултер, Шон Ганн, Чукуди Ивуджи, Линда Карделлини, Нейтан Филлион и Сильвестр Сталлоне. По сюжету Стражи сплачиваются с целью защиты Ракеты (Купер) от Высшего Эволюционера (Ивуджи).
В ноябре 2014 года Джеймс Ганн заявлял об идеях для третьей части, а в апреле 2017 года официально подтвердил начало написания сценария и постановки триквела. В июле 2018 года компания Disney уволила Ганна из-за обнародования его давних скандальных твитов, но к октябрю компания изменила курс и восстановила Ганна в должности режиссёра. О возвращении Джеймса было публично объявлено в марте 2019 года, а производство триквела возобновилось после того, как Ганн завершил работу над фильмом «Отряд самоубийц: Миссия навылет» (2021) и его сериальным спин-оффом «Миротворец» (2022). Съёмки начались в ноябре 2021 года в Атланте и завершились в мае 2022 года.
Премьера фильма «Стражи Галактики. Часть 3» состоялась 22 апреля 2023 года в Диснейленде в Париже. 5 мая кинокомикс вышел в прокат США; в странах СНГ (всех, кроме России и Беларуси — там фильм впервые показали 11 мая) премьера состоялась 4 мая. Проект является частью Пятой фазы КВМ. Фильм получил положительные отзывы критиков и собрал более $845,5 млн, став 4-м самым кассовым проектом 2023 года.

## Сюжет
Едва Стражи Галактики обосновываются на Забвении, на них нападает Адам Уорлок, обладающее сверхспособностями существо, созданное своей «матерью» и Верховной Жрицей суверенов Аишей. В бою Небуле удаётся победить Адама, но Ракета получает серьёзные травмы, а Стражи не могут его вылечить из-за встроенного чипа смерти, созданного компанией «Оргокорп». Они отправляются в главный штаб компании на поиски кода отмены.
Будучи без сознания, Ракета вспоминает своё прошлое. Когда он был ещё детёнышем, его забрал для своих экспериментов Высший Эволюционер, желавший создать Контр-Землю, населённую антропоморфными животными. Он подружился с тремя другими подопытными Высшего Эволюционера: выдрой Лайлой, моржом Зубнем и крольчихой Полей. Высшего Эволюционера впечатлил интеллект Ракеты, однако ему не понравился тот факт, что он превосходит его собственный. Высший Эволюционер совершенствовал свои опыты по совету Ракеты, но решил изъять мозг енота, а его друзей убить. Ракета освободил Лайлу, но её тут же убил Высший Эволюционер. Ракета расцарапал Эволюционеру лицо и убил его стражу, но в суматохе были убиты Зубень и Поля. Оставшись один, Ракета угнал космический корабль и сбежал.
В нашем времени с помощью Опустошителей и Гаморы из 2014 года Стражи проникают в Оргосферу и забирают файл с описанием кибернетических систем Ракеты. На них нападает охрана Оргосферы, однако они с трудом спасаются после того, как Питер Квилл дистанционно активирует реактивные ранцы охранников. Выяснив, что код, отключающий чип смерти Ракеты, был скачан с файла днём ранее, команда приходит к выводу, что его скачал Тил, один из учёных Высшего Эволюционера, и решает его выследить. Команда прибывает на Контр-Землю, за ними следуют Аиша и Адам, которым Высший Эволюционер приказал доставить Ракету для извлечения его мозга.
С помощью семьи гуманоидов, похожих на летучих мышей, Квилл, Небула и Грут следуют за Тилом до комплекса Arête Laboratories, а Дракс и Мантис тем временем остаются с Гаморой и Ракетой. Квилл и Грут проходят в Arête, оставляя Небулу снаружи. Мантис едет с Драксом на корабль Высшего Эволюционера, который начинает взлетать с Квиллом и Грутом на борту.
Высший Эволюционер начинает процесс уничтожения Контр-Земли подземными взрывами, убивая всех на планете, в том числе Аишу. Как только Arête, трансформировавшийся в космический корабль, выходит на орбиту, Квилл и Грут побеждают солдат Высшего Эволюционера и убивают Тила, выпрыгнув с ним из корабля и забрав его память, после чего встречаются с Гаморой, прибывшей им на помощь. Тем временем Небула, Мантис и Дракс, считая, что Квилл с Грутом всё ещё на борту корабля Высшего Эволюционера, пробираются туда, чтобы спасти их. На борту корабля Стражей у Ракеты происходит клиническая смерть и околосмертные переживания: его встречают Лайла, Зубень и Поля, которые говорят ему, что его время пока ещё не пришло, после чего Квиллу удаётся ввести код отмены и спасти жизнь Ракеты.
Дракс, Небула и Мантис натыкаются на множество детей, которых Высший Эволюционер удерживает в плену, а после они сами оказываются пойманы и помещены в подвал с абилисками. Мантис удаётся приручить абилисков, после чего они все втроём спасаются, воссоединяются со Стражами и убивают армию Высшего Эволюционера. Краглин и Космо прибывают на Забвении, которое Космо состыковывает с кораблём Высшего Эволюционера с помощью Небулы и Краглина, а её способности к телекинезу позволяют освободить детей. Ракета находит стаю маленьких енотов и ещё нескольких подопытных животных, но когда он пытается их освободить, на него нападает разгневанный Высший Эволюционер, от которого его спасают Стражи. Стражи побеждают Высшего Эволюционера, но Ракета решает его пощадить. Они спасают животных и уходят с ними на Забвение. Однако Космо более не в состоянии удерживать контакт между кораблями, и Квилл не успевает вернуться вместе с остальными, начиная замерзать в космосе, но его спасает Адам.
Квилл доверяет должность Капитана Стражей Ракете, а сам отправляется на Землю, чтобы навестить своего деда Джейсона. Мантис отправляется на поиски себя вместе с абилисками. Гамора воссоединяется с Опустошителями, а Небула и Дракс остаются на Забвении растить спасённых детей.
В первой сцене после титров новые Стражи — Ракета, взрослый Грут, Космо, Краглин, Уорлок, Файла (одна из спасённых детей) и питомец Адама Блёрп — выполняют новое задание. Во второй сцене после титров Квилл завтракает с дедом.

## Актёрский состав
- Крис Прэтт — Питер Квилл / Звёздный Лорд:
Наполовину человек, наполовину Целестиал, лидер Стражей Галактики, который в детстве был похищен с Земли и воспитан группой инопланетных воров и контрабандистов, прозванных Опустошителями[6]. После возвращения своей возлюбленной Гаморы, чувства к которой оказываются невзаимными, Квилл находится «в депрессии», что в свою очередь влияет на его лидерские качества[7].
- Зои Салдана — Гамора:
Сирота, которая ищет искупления за свои прошлые преступления, обученная Таносом и ставшая его личной наёмницей; сводная сестра Небулы[6]. В фильме «Мстители: Война бесконечности» (2018) Танос убил Гамору, однако в ленте «Мстители: Финал» (2019) появилась альтернативная версия героини из 2014 года, которая вместе с армией своего приёмного отца переместилась в 2023 год. Салдана исполняет в триквеле роль Гаморы именно из альтернативной реальности[8][9], теперь персонаж является лидером Опустошителей[10]. Салдана заявила, что в «Части 3» она появляется в роли Гаморы в последний раз и что изначально она подписывала контракт всего на один фильм, но в результате роль стала более долгоиграющей и ей понравилось играть своего персонажа из-за влияния, оказанного на женскую часть аудитории[11].
- Дейв Батиста — Дракс Разрушитель:
Член Стражей и высококвалифицированный воин, чью семью убил Ронан Обвинитель[6]. Согласно заявлению Батисты, его появление в роли Дракса в «Части 3» стало последним, и актёр посчитал, что ему будет «легко» завершить для себя путь персонажа с учётом тех долгих часов, что понадобились для нанесения грима, и надежды на получение большего числа драматических ролей в будущем[12].
- Карен Гиллан — Небула:
Член Стражей, инопланетянка-сирота, обученная Таносом и ставшая его личной наёмницей; сводная сестра Гаморы[13]. Гиллан верила в то, что Небула стала «немного иным человеком» в процессе физического восстановления после смерти Таноса, который был главной причиной её страданий[14]. «Часть 3» завершает сюжетную арку персонажа, которую сценарист и режиссёр Джеймс Ганн задумал в момент начала работы над фильмом «Стражи Галактики» (2014) и в течение которой Небула проходит путь от второстепенного антагониста до члена команды[15].
- Пом Клементьефф — Мантис: Член Стражей с эмпатическими способностями и единокровная сестра Квилла[16].
- Вин Дизель — Грут: Член Стражей, дерево-гуманоид и сообщник Ракеты[6].
- Брэдли Купер — Ракета:
Член Стражей и бывший Мститель, генетически модифицированный енот, ставший охотником за головами и специалистом в оружии и военной тактике[6]. Ганн сказал, что сюжет расскажет историю Ракеты, в том числе начало его пути и то, «к чему он придёт», а также о его связи с другими Стражами и конце данной итерации команды[17]. Фильм завершает сюжетную арку персонажа, созданную в фильмах «Стражи Галактики» и «Стражи Галактики. Часть 2» (2017) и продолженную в «Войне бесконечности» и «Финале»[18]. Шон Ганн вновь сыграл персонажа с помощью захвата движения, а также озвучил более молодую его версию[19]. Купер также озвучил Ракету-подростка, а Ной Раскин — малыша Ракету[20].
- Уилл Поултер — Адам Уорлок:
Могущественное существо, созданное на планете Суверен для уничтожения Стражей[21]. Суверены вырастили Уорлока в коконе, «практически как ребёнка», который «не совсем понимает жизнь»[22]. Поултер видел «много комичного» в том, кто впервые выходит в свет и «пытается развить свой нравственный компас», при этом обладая «некоторым искренним пафосом»[7]. Ганн посчитал взаимодействие Уорлока со Стражами «интересным противопоставлением» их путешествию и описал его как более классического супергероя по сравнению со Стражами, хотя ему и необязательно быть героем[23].
- Шон Ганн — Краглин Обфонтери: Член Стражей и бывший первый помощник Йонду Удонты[24].
- Чукуди Ивуджи[англ.] — Высший Эволюционер:
Специализирующийся на вопросах эволюции учёный с Контр-Земли, который создал Ракету и стремится улучшить всех живых существ до состояния «особенной расы»[7][25][26]. Ивуджи описал своего персонажа как «нарциссичного, социопатичного, но очень обаятельного», добавив, что «в нём есть что-то шекспировское, что-то эмоционально тёмное и, вдобавок ко всему, он очень весёлый»[27]. Ганн сравнил Высшего Эволюционера с «космическим доктором Моро» и назвал его «мерзким типом»[7]. В интервью программе Extra[англ.] Ганн назвал Высшего Эволюционера «самым жестоким злодеем КВМ» во франшизе на данный момент в связи с его отрицательным влиянием на жизни Ракеты и его друзей-подопытных[28], а Ивуджи, как и Ганн, убедился в отсутствии какой-либо симпатии, пусть даже умышленной, к Эволюционеру, в отличие от той, что была присуща Таносу или Киллмонгеру, сосредотачивая внимание на целеустремлённости, нарциссизме и буйном характере персонажа и сравнивая его с «самыми ужасающими» историческими личностями из известных[29].
- Линда Карделлини — Лайла: Антропоморфная выдра, подруга и возлюбленная Ракеты[30]. Карделлини, до этого исполнявшая в КВМ роль Лоры Бартон, озвучила Лайлу и сыграла её с помощью захвата движения[31][32].
- Нейтан Филлион — мастер Карджа: сотрудник охраны «Оргокорп»[33][34].
- Сильвестр Сталлоне — Стакар Огорд: Высокопоставленный член банды Опустошителей[35].

В проекте вернулись и другие актёры из предыдущих фильмов о Стражах и рождественского спецвыпуска: Элизабет Дебики снова сыграла Аишу, Верховную жрицу и правительницу народа суверенов, создавшую Адама Уорлока с целью уничтожения Стражей; Майкл Розенбаум — Мартинекса, высокопоставленного Опустошителя; Кристофер Фэйрбэнк — Брокера; Стивен Блэкхарт и Ретт Миллер — Стими и Бзермикитоколока, жителей Забвения; Грегг Генри — Джейсона Квилла, дедушку Питера Квилла; Карен Эберкромби — бабушку Квилл; а Майкл Рукер — Йонду Удонты. Мария Бакалова вновь озвучила и сыграла с помощью технологии захвата движения Космо, члена Стражей и разумную собаку, отправленную в космос Советским Союзом и получившую в результате телепатические способности. Ганн сменил в фильме пол Космо с мужского, как было в комиксах, на женский в качестве дани уважения оригинальному прообразу персонажа, советской собаке Лайке, ставшей одним из первых животных, побывавших в космосе. Космо сыграла собака Слейт, ранее исполнившая эту роль в рождественском спецвыпуске, а в первых двух фильмах о Стражах персонажа сыграл пёс-актёр Фред. Тара Стронг (голос Мисс Минуты в сериале «Локи») озвучила Мейнфрейм, которую в «Части 2» озвучивала Майли Сайрус.
Асим Чаудри сыграл Зубня, антропоморфного моржа; Микаэла Гувер (исполнительница роли ассистентки Новы Прайм в первом фильме) — антропоморфную крольчиху Полю; Даниэла Мелшиор сыграла Уру, секретаря в «Оргокорп»; Мириам Шор и Нико Сантос — регистраторов Вим и Тила соответственно, наделённых разумом приспешников Высшего Эволюционера. Дженнифер Холланд сыграла администратора Квол, работницу охраны в «Оргокорп»; Кай Зен — Файлу, одну из детей, которых Высший Эволюционер удерживает в плену; Джуди Грир (исполнительница роли Мэгги Лэнг в первых двух фильмах серии «Человек-муравей») озвучила Боевую Свинью, межгалактическое существо, работающее на Высшего Эволюционера; Рейнальдо Фаберль — Бегемота, птицу-киборга, работающую на Высшего Эволюционера; Наталия Сафран сыграла Контроллера, гибрида, управляющего кораблём Высшего Эволюционера; Ди Брэдли Бейкер озвучил Блёрпа, пушистого ф’саки и домашнего питомца Опустошителей; Келли Бранд сыграла инопланетянку; а Дэйн Ди Льегро — осьминога-наркоторговца с Контр-Земли. Ллойд Кауфман и Пит Дэвидсон озвучили Гридлмопа и Флектика соответственно, подопытных Высшего Эволюционера. Сет Грин озвучил Говарда-утку, вернувшись к своей роли из первых двух фильмов, а Джеймс Ганн озвучил Лэмбшенка, эксперимент Высшего Эволюционера.

## Производство

### Разработка

#### Первоначальная работа
В ноябре 2014 года сценарист и режиссёр «Стражей Галактики» Джеймс Ганн рассказывал, что во время работы над первой частью, помимо наличия «основной истории» для «Стражей Галактики. Часть 2» (2017), у него также были идеи для потенциального третьего фильма. Несмотря на это, в июне 2015 года Ганн выразил неуверенность, будет ли он участвовать в создании триквела; постановщик отметил, что это будет зависеть от ощущений после завершения создания «Части 2». В апреле 2016 года президент и продюсер Marvel Studios Кевин Файги заявил, что третий фильм «определённо» состоится в рамках мини-франшизы и КВМ в «2020 году или позднее». В марте 2017 года Джеймс Ганн рассказал, что третий фильм будет «наверняка», вскоре добавив, что пока нет никаких конкретных планов относительно фильма, но Marvel настроена снять его, «если только что-то пойдёт не так — что всегда возможно». Он ещё раз уточнил, что ещё не решил, станет ли режиссёром фильма, и обдумает своё участие «в ближайшие недели». Отчасти причиной, по которой Ганн не хотел снимать фильм, было нежелание работать без Майкла Рукера, сыгравшего Йонду Удонту, который героически погиб во втором фильме.
В апреле Ганн подписал контракт об участии в качестве сценариста и режиссёра кинокомикса «Стражи Галактики. Часть 3». Постановщик твердил, что действие фильма будет происходить после событий картин «Мстители: Война бесконечности» и «Мстители: Финал» и завершит историю текущей итерации Стражей Галактики, а также «катапультирует» как старых персонажей Marvel, так и новых, на следующие десять лет и дальше. Также Джеймс отмечал, что все три фильма про Стражей будут работать как единое целое, рассказывая одну историю, и что третий фильм «связывает воедино многое» из первых двух и даёт «множество ответов на множество различных вещей». Ганн также планировал работать вместе с Marvel над будущим их «Космической вселенной». Он должен был приступить к съёмкам «Части 3» сразу после завершения работы над кинокомиксом «Война бесконечности», в котором Джеймс выступил в качестве исполнительного продюсера и консультанта. О возвращении к фильму Ганн сказал: «Я бы не согласился, если бы у нас не было чёткой идеи того, куда всё пойдёт, и что мы собираемся сделать. Я не из тех, кто соглашается на что-то, предварительно не представив это себе».
После первого появления Адама Уорлока в «Части 2» Ганн и Файги подчеркнули важную роль персонажа и намекнули, что он может появиться в «Части 3». В мае 2017 года, после премьеры «Части 2», Ганн заявлял, что третий фильм будет создаваться в течение трёх лет. Также постановщик подтвердил участие Пом Клементьефф в роли Мантис. Кроме того, Джеймс планировал вернуть Элизабет Дебики к роли Аиши. В середине июня Ганн написал первый вариант сценария и рассматривал возможность поменять информацию о Стражах, которая была представлена в первом фильме (сцена, в которой Корпус Нова арестовал Стражей). В сентябре постановщик отмечал, что «Стражи Галактики. Часть 3» могут выйти «чуть меньше чем через три года», неофициально назначив дату выхода на 1 мая 2020 года. К концу февраля 2018 года Ганн планировал встретиться с Марком Хэмиллом и обсудить его возможную роль в кинокомиксе. В апреле Крис Прэтт сообщил о возвращении к роли Питера Квилла / Звёздного Лорда, и в следующем месяце Дейв Батиста подтвердил своё участие в съёмках в роли Дракса Разрушителя. В конце июня Ганн передал черновик сценария для ознакомления Кевину Файги.

#### Увольнение Джеймса Ганна
20 июля 2018 года студии Disney и Marvel разорвали сотрудничество с Ганном после того, как обозреватели-консерваторы опубликовали в сеть старые оскорбительные твиты режиссёра на темы насилия и педофилии. «Оскорбительные отношения и заявления, обнаруженные в ленте Джеймса в Твиттере, невозможно оправдать и противоречат ценностям нашей студии, поэтому мы разорвали с ним деловые отношения», — заявлял председатель Walt Disney Studios Алан Хорн. По словам гендиректора Disney Боба Айгера, решение уволить Ганна было принято единогласно всеми руководителями Marvel и Disney. В ответ на это Ганн признавался, что, когда начинал свою карьеру, он снимал фильмы и рассказывал вопиющие и запретные шутки. Он вырос как личность, а его работа и юмор менялись со временем. В своём заявлении Джеймс рассказывал: «Мои высказывания десятилетней давности — неудачные попытки быть провокатором… С этого момента я понимаю и принимаю деловые решения. Даже спустя много лет я несу полную ответственность за то, как я вёл себя тогда».

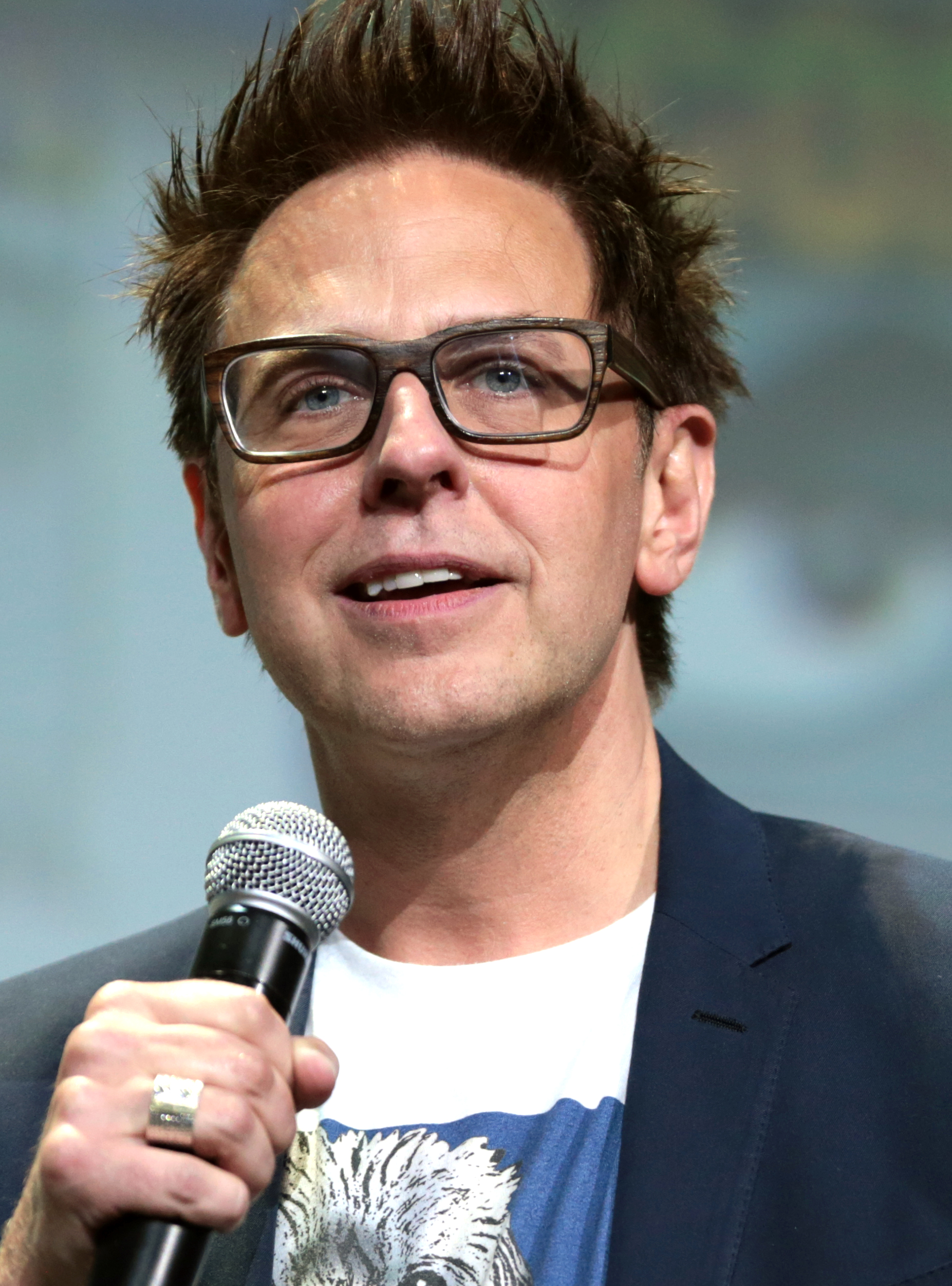
Сценарист и режиссёр картины «Стражи Галактики. Часть 3» Джеймс Ганн

В ответ на увольнение Ганна многие члены актёрского состава «Стражей» выразили ему поддержку в твиттере, а фанаты организовали онлайн-петицию с просьбой восстановить уволенного режиссёра в должности, которая собрала свыше 300 000 подписей. Новость об увольнении привлекла внимание других знаменитостей Голливуда, таких как актриса Сельма Блэр и комик Бобкэт Голдтуэйт, а также вдохновила Карима Абдул-Джаббара на высказывания о том, как это повлияет на Голливуд. Среди новостных сайтов, которые выразили мнение, были The Hollywood Reporter, Variety, Deadline Hollywood и Forbes. 30 июля состав актёров фильмов франшизы «Стражи Галактики», в частности Прэтт, Зои Салдана, Батиста, Брэдли Купер, Вин Дизель, Шон Ганн, Клементьефф, Рукер и Карен Гиллан, опубликовал заявление в поддержку Джеймса Ганна: «Мы всецело поддерживаем Джеймса Ганна. Все мы были потрясены его внезапным увольнением на прошлой неделе и выждали десять дней, чтобы подумать, помолиться, послушать и обсудить. С тех пор мы были воодушевлены поддержкой фанатов и представителей СМИ, желающих увидеть, как Джеймса вернут на должность режиссёра „Части 3“. Нас расстраивали те, кого было легко обмануть глупыми теориями заговора вокруг Джеймса». Несмотря на массовую поддержку, Variety сообщал, что Disney не станет снова нанимать Джеймса, так как его шутки были неприемлемы в эпоху #MeToo и портят семейный имидж студии. По данным источника, вопреки слухам о том, что Джон Фавро, Тайка Вайтити или братья Руссо могут сменить Ганна, студия Marvel планировала искать нового режиссёра. В начале августа Батиста рассказывал в интервью, что мог отказаться от съёмок, если Marvel не использует сценарий Ганна.
Disney и Marvel хотели взяться за кинокомикс как можно скорее, затем приняли решение воспользоваться сценарием Ганна. Disney провела сложные переговоры с Ганном относительно ухода с должности. При увольнении постановщику могли заплатить 7-10 миллионов долларов или больше. В ходе переговоров была надежда, что Джеймс может снять один из фильмов Marvel. После увольнения Ганна некоторые крупные студии желали привлечь его к работе над новыми проектами, в частности Warner Bros., хотевшие его в свою медиафраншизу «Расширенная вселенная DC». Тем временем Marvel приступила к переговорам с Disney в попытке найти компромисс относительно восстановления Ганна в должности. В середине июля 2018 года Ганн встретился с Аланом Хорном, чтобы получить свой второй шанс. Хотя встреча шла в спокойной обстановке, Хорн лишь хотел поставить точку в ситуации и решил не возвращать Ганна на должность режиссёра.
Позже, в августе, съёмочная группа была распущена, так как Marvel и Disney приостановили работу над кинокомиксом и начали поиски нового режиссёра. Фильм должен был войти в стадию пре-продакшена осенью 2018 года, а съёмки планировали начать в январе или феврале 2019 года. В это время Батиста сомневался по поводу участия в фильме. «Если честно, я не уверен, что хочу дальше работать с Disney», — делился актёр в интервью. В конце сентября брат Джеймса Ганна Шон, сыгравший Краглина и Ракету с помощью технологии захвата движений в предыдущих фильмах «Стражей», подтвердил своё возвращение к ролям. В конце месяца Купера спросили, хотел бы он срежиссировать «Часть 3» после успеха своего режиссёрского дебюта «Звезда родилась» (2018), но он сказал, что «не может себе представить», чтобы он снимал фильм по чужому сценарию. В середине октября Disney урегулировала вопрос об уходе Джеймса Ганна. После студия Warner Bros. привлекла Ганна на должность сценариста и возможного режиссёра кинокомикса «Отряд самоубийц: Миссия навылет» (2021).

#### Восстановление Ганна
В середине октября 2018 года, через день после того, как Ганн приступил к работе над «Миссией навылет», Хорн неофициально сообщил ему, что тот может вернуться как режиссёр «Части 3». Такое решение было принято после дальнейших переговоров между студией и Ганном. Хорн изменил своё мнение, будучи впечатлённым реакцией Ганна на ситуацию. Ганн обсудил с Файги свои обязательства касательно «Отряда самоубийц», и старт производства был отложен до февраля 2021 года, чтобы позволить Ганну сперва завершить работу над «Миссией навылет». В декабре сценарист «Человека-муравья» Адам Маккей признавался, что мог вновь поработать со студией Marvel, и разговаривал с Файги по поводу режиссуры «Части 3». В начале 2019 года Файги и Прэтт заявляли, что Marvel до сих пор планировала снять фильм. В марте 2019 года Disney вернула Ганна на должность режиссёра. Решение было принято несколькими месяцами ранее после неоднократных встреч студии и уволенного режиссёра. Алан Хорн был удовлетворён дальнейшими извинениями и поведением Джеймса и в итоге передумал о его увольнении. Согласно утверждениям сайта Deadline.com, после увольнения Ганна Marvel не искала нового режиссёра. К концу апреля было подтверждено участие Прэтта, Салданы, Батисты, Купера и Дизеля в съёмках, а старт съёмок был запланирован на 2020 год.
После восстановления в должности Ганн рассказывал в интервью, что «Часть 3» завершит сюжетную линию персонажа Ракеты, которая началась в первых двух частях и продолжилась в картинах «Мстители: Война бесконечности» и «Мстители: Финал». В мае 2019 года Гиллан признавалась, что отреагировала на возвращение Ганна к франшизе с большим энтузиазмом, и подтвердила своё возвращение к роли Небулы. Героиня Зои Салданы Гамора была убита в «Войне бесконечности», затем в «Финале» появилась другая версия персонажа, прибывшая из прошлого при помощи путешествий во времени. По словам Салданы, она понятия не имела, что произошло с персонажем. «Всё зависит от того, как Marvel и Ганн решат судьбу Гаморы [для „Части 3“]», — заявляла актриса. Также Зои хотела, чтобы её героиня была представлена в будущем фильме как смертоносный убийца галактики. В одном из интервью Ганну задавали вопрос, был ли он недоволен решением Marvel убить Гамору в «Войне бесконечности». Режиссёр ответил, что нет, поскольку все детали сюжета были заранее обдуманы со студией. Сценаристы «Войны бесконечности» и «Финала» Кристофер Маркус и Стивен Макфили рассказывали, что вернули Гамору в «Финал» специально, чтобы Ганн мог задействовать её в «Части 3». В декабре Ганна спросили, вернётся ли в фильме персонаж Йонду, и тот ответил, что пока он работает над персонажами «Стражей», никто из них не будет воскрешён. Ганн делал большие ставки на смерти персонажей и сказал, что мёртвые останутся мёртвыми. В феврале 2020 года Ганн сказал, что возвращение Йонду к жизни может «обесценить его жертву» в «Части 2», и что персонаж вернётся только в приквеле или флешбэке; Позднее Ганн сказал, что Йонду в фильме не воскреснет, потому что не хотел принижать значимость его смерти. В апреле Ганн заявлял, что пандемия COVID-19 никак не повлияет на производство кинокомикса. Позднее постановщик подтвердил, что фильм может выйти не раньше 2021 года.
В августе 2020 года Ганн написал новый черновик сценария фильма и приступил к работе над телесериалом-спин-оффом «Миссии навылет» под названием «Миротворец». Месяцем позже он запланировал начать производство «Части 3» в 2021 году, как только закончит работу над фильмом и сериалом. В ноябре постановщик подтвердил, что закончил работу над сценарием «Части 3» и сказал, что несмотря на производственные конфликты, его первоначальные задумки практически не изменились. Спустя месяц дата премьеры была утверждена на 2023 год, а съёмки должны были начаться в конце 2021 года. Вскоре после этого стало известно, что действия будут происходить после телефильма «Стражи Галактики: Праздничный спецвыпуск» (2022).

### Пре-продакшн
В апреле 2021 года в рамках пре-продакшена началась работа над созданием дизайнов и визуала для фильма. В начале мая Marvel Studios объявили, что премьера фильма состоится 5 мая 2023 года. Позднее в том же месяце Ганн сообщил, что события «Части 3» будут происходить после событий фильма «Тор: Любовь и гром» (2022), в котором появляются некоторые персонажи из «Стражей». Фильм завершает начатую в «Финале» сюжетную линию, в которой Тор присоединяется к Стражам. Ганн отметил, что решение о такой концовке появилось «в процессе монтажа» и шло вразрез с его готовым сценарием для «Части 3», поскольку он не планировал включать в фильм Тора. Ганн начал работу над раскадровкой в июне, а позднее стало известно, что съёмки начнутся в ноябре 2021 года в Атланте и приблизительно будут завершены в апреле 2022 года. К тому времени Батиста сказал, что он не читал сценарий «Части 3» и испугался, что тот мог измениться во время производства. В следующем месяце Гиллан сказала, что они с Клементьефф вместе прочитали сценарий и посчитали его невероятным, прекрасным, эмоциональным и забавным. Также она посчитала, что это «пока что самая сильная работа Ганна» относительно Стражей. Ганн напомнил, что в течение всех трёх лет сценарий «оставался неизменным», но в эти годы он всё же «немного поигрался с ним». По состоянию на конец месяца он был на середине написания очередного черновика и сказал, что сюжет фильма будет более эмоциональным и «тяжёлым», чем предыдущие, и будет более приземлённым, как «Миссия навылет» и «Миротворец». В сценарии изначально присутствовало камео Кумэйла Нанджиани, друга Ганна, однако он отказался от этой идеи, узнав, что Нанджиани уже исполнил роль Кинго в другом фильме Marvel Studios — «Вечные» (2021).
В конце августа Ганн и Marvel Studios начали поиски актёра на роль Адама Уорлока, в шорт-лист вошли Уилл Поултер, Джордж Маккей и Реге-Жан Пейдж. Поултер проходил прослушивание через Zoom, а после отправился в Атланту на живую репетицию с Ганном. Во время первых прослушиваний на роль Уорлока Поултер не знал имени своего персонажа, кроме того, что было упомянуто в сцене после титров «Части 2», а Marvel описала ему роль как «безымянного персонажа», пока Поултер постепенно узнавал больше информации о том, насколько Уорлок глубокий персонаж в оригинале. В сентябре Гиллан напомнила о своих положительных эмоциях от сценария и сказала, что фильм выведет персонажей предыдущих фильмов о Стражах на новый уровень, в то время как Сет Грин, актёр озвучки Утки Говарда, сказал, что фильм расскажет историю Гаморы и Небулы. На тот момент ему не было известно, появится ли Говард в картине. Поултер получил роль Уорлока в октябре, и Ганн сказал, что свои роли получило «ещё множество актёров». Поултер был выбран на свою роль из-за своих драматических и комедийных способностей, и кроме того, Ганн «хотел кого-нибудь молодого» и соответствующего планам Marvel Studios на будущее персонажа. Также проходил кастинг на различные роли второго плана, такие как пришельцы или охранники. Позднее в том же месяце Прэтт начал репетиции и кинопробы, а в начале ноября, незадолго до старта съёмок, прошло производственное собрание. Ганн вновь напомнил о своём намерении не воскрешать Йонду в фильме.

### Съёмки
Съёмочный период начался 8 ноября 2021 года на студии Trilith Studios в Атланте, Джорджия, под рабочим названием «Горячее Рождество». Генри Брэйем, оператор «Части 2», вернулся к своей должности. Изначально съёмки должны были начаться в январе или в феврале 2019 года, но были отложены в связи с увольнением Ганна, а позднее — в феврале 2021 года, но были вновь перенесены из-за занятости Ганна на съёмках «Миротворца». После старта съёмок Сильвестр Сталлоне объявил о своём возвращении к роли Стакара Огорда из «Части 2», и Ганн опубликовал фотографию с исполнителями главных ролей, после чего стало известно, что Чукуди Ивуджи, ранее работавший с Ганном над «Миротворцем», также снимается в фильме. Пробы Ивуджи для фильма проходили на съёмочной площадке «Миротворца» при участии съёмочной группы сериала, и Marvel оказали Ганну услугу, позволив тому снять камео Эзры Миллера в роли Барри Аллена / Флэша для финала первого сезона «Миротворца» со съёмочной группой «Части 3».
Художник-постановщик Бет Микл сказала, что Ганн решил в основном использовать реальные эффекты для «Части 3», ранее применив такой подход при создании «Миссии навылет». В феврале 2021 года Ганн заявил, что фильм будет снят при использовании технологии StageCraft, разработанной компанией Industrial Light & Magic специально для работы над телесериалом Disney+ «Мандалорец», однако в октябре он отказался от этой идеи, поскольку декорации оказались слишком масштабными, и он понял, что они больше, чем те, что были использованы для «Миссии навылет». Внутренняя отделка нового корабля Стражей, «Боуи», является четырёхэтажной декорацией. Джудианна Маковски стала дизайнером костюмов. «Праздничный спецвыпуск» был снят параллельно с «Частью 3», с февраля по конец апреля 2022 года при участии тех же актёров и декораций. Ганну понравилось приступать к съёмкам спецвыпуска после съёмок сцен для «Части 3», учитывая разность настроения спецвыпуска и фильма, так как «Часть 3» позиционируется как более «эмоциональная», и он посчитал, что это помогло актёрам «расслабиться»; по его словам, снимать спецвыпуск ему было легче, чем «Часть 3». В феврале 2022 года было объявлено, что Келли Бранд появится в фильме в роли инопланетянки. Ожидалось, что в конце 2021 года производство также пройдёт в Лондоне. «Часть 3» стала первым фильмом КВМ, в котором без цензуры прозвучало слово «fucking»; его произносит Квилл. Диалога с этим словом не было в сценарии, и Прэтт сымпровизировал с подачи Ганна. Съёмки завершились 6 мая 2022 года.

### Пост-продакшн
В начале июня 2022 года было объявлено, что Даниэла Мелшиор, снимавшаяся ранее в «Миссии навылет», исполнит в фильме небольшую роль. Было подтверждено возвращение Дебики к роли Аиши, а также появление Марии Бакаловой и Нико Сантоса. В июле стало известно, что Ивуджи и Бакалова исполнили роли Высшего Эволюционера и Космической собаки Космо соответственно. В предыдущих фильмах о Стражах Космо сыграл пёс Фред, а в «Праздничном спецвыпуске» и «Части 3» — собака Слейт. В следующем месяце Майкл Розенбаум объявил, что повторил свою роль Мартинекса из «Части 2». В октябре 2022 года стало известно, что перед появлением персонажа в «Части 3» Бакалова исполнила роль Космо в праздничном спецвыпуске. В феврале 2023 года Асим Чаудри сообщил о своём участии в проекте, не раскрыв свою роль. В апреле стало известно, что Линда Карделлини озвучила Лайлу; ранее она играла Лору Бартон в других проектах КВМ и Велму Динкли в фильмах «Скуби-Ду» (2002) и «Скуби-Ду 2: Монстры на свободе» (2004), сценарии для которых написал Ганн. В течение двух дней проходили пересъёмки. В конце апреля о своём участии в проекте сообщила Тара Стронг.
Визуальными эффектами для фильма занимались студии Framestore, Weta FX, Sony Pictures Imageworks, Industrial Light & Magic, Rodeo FX, Rise FX, Crafty Apes, BUF, Lola VFX, Perception и Compuhire. Стефан Черетти вновь выступает супервайзером визуальных эффектов. Фред Раскин вернулся в качестве монтажёров после работы над первыми двумя фильмами серии, к нему присоединился Грег Д’Аурия, работавший над монтажом «Праздничного спецвыпуска».

## Музыка
В апреле 2017 года Ганн отмечал, что композиции к третьей части будут немного отличаться от тех, которые использовались в прошлых частях франшизы. В следующем месяце он добавил, что «паникует» по поводу музыки, и что ему нужно как можно скорее сделать выбор из более широкого диапазона для сюжета. В начале июля Ганн подобрал 181 возможную песню, но, по его словам, список мог бы расшириться. Через месяц все песни были отобраны; песни не являются современными и звучат из Zune Квилла, который тот получил в конце «Части 2», хотя Ганн и отмечал, что в отличие от первых двух фильмов саундтрек не ограничится композициями только из 1970-х годов, и по итогу он охватывает несколько десятилетий. Ганн не смог использовать одну из желанных им песен в «Части 3» из-за авторских прав на неё. Фильм открывает акустическая версия песни «Creep» группы Radiohead, которая «с самого начала задаёт совсем иной тон, нежели в предыдущих фильмах».
В апреле 2023 года был представлен список композиций альбома «Улётный микс. Часть 3», а 3 апреля он стал доступен на сервисах Spotify и Apple Music как часть более масштабного плейлиста «Стражи Галактики: Официальный микстейп», в который также вошли песни из предыдущих фильмов трилогии. 3 мая 2023 года «Улётный микс. Часть 3» вышел на CD-дисках и в цифровом формате, 5 мая — на двусторонних виниловых пластинках и 7 июля — на кассетах.
В октябре 2021 года Ганн официально объявил, что композитором фильма станет Джон Мерфи, и что тот уже написал музыку, которая будет звучать на съёмочной площадке. Мерфи заменяет Тайлера Бэйтса, написавшего саундтрек для первых двух фильмов; также он замещал Бэйтса как композитора фильма «Отряд самоубийц: Миссия навылет», который тот покинул во время производства. Оригинальная музыка Мерфи вышла в цифровом формате 3 мая 2023 года.

## Маркетинг
Фильм обсуждался во время проведения панели Marvel Studios на San Diego Comic-Con International, где были показаны первые кадры. Ивуджи объявил, что исполняет роль Высшего Эволюционера, появившись на панели в костюме персонажа. Ганн сказал, что кадры не были опубликованы в сети, потому что на тот момент работа над визуальными эффектами не была завершена настолько, чтобы материал можно было «многократно пересматривать и подробно анализировать». Официальный трейлер был представлен 1 декабря 2022 года на CCXP. В нём звучит песня «In the Meantime» группы Spacehog. Журналист TheWrap Дрю Тейлор назвал трейлер невероятным, волнующим и эмоциональным, заявил, что «уникальный, бесшабашный тон Ганна здесь как никогда к месту», и отметил «экстремально меланхоличный подтекст». Карсон Бёртон из Variety отметил, что ролик показывает фильм как «эмоциональный конец», демонстрируя воспоминания Ракеты и тоску Звёздного Лорда по Гаморе. Джей Питерс из The Verge сказал, что трейлер заинтересовал его «дикой поездкой сквозь звёзды» по различным планетам.
Второй трейлер был выпущен 12 февраля 2023 года во время трансляции Супербоула LVII. В нём прозвучала песня группы Rainbow «Since You Been Gone». Журналист Screen Rant Грант Германнс увидел в трейлере «более подробный взгляд» на фильм, в частности на способности Адама Уорлока, и сравнил данный момент с его мимолётным появлением в первом ролике. Германнс также сказал, что второй трейлер «делает шаг вперёд в рассказе эмоциональной истории» после того, как первый «эффективно показал настрой [фильма], показывая несколько депрессивных кадров [Стражей Галактики], играющих финальный аккорд». В TikTok, Instagram, YouTube, Твиттере и Facebook трейлер набрал 134,1 млн просмотров, став самым просматриваемым роликом с Супербоула в первый день после игры по данным платформы RelishMix. Это также первый с начала пандемии COVID-19 трейлер с Супербоула, собравший в соцсетях более 100 млн просмотров за первые 24 часа.

## Премьера
Мировая премьера фильма «Стражи Галактики. Часть 3» состоялась 22 апреля 2023 года в Диснейленде в Париже. Североамериканская премьера состоялась 27 апреля в кинотеатре «Долби» в Голливуде. Картина вышла в прокат в нескольких странах, в том числе в Великобритании, 3 мая 2023 года, а в США — 5 мая. Изначально кинокомикс хотели выпустить 1 мая 2020 года, но дату вычеркнули. Во всех странах СНГ, кроме России и Беларуси, премьера состоялась одновременно с США. Фильм стал частью Пятой фазы КВM. Он вышел в форматах 3D, IMAX, Dolby Cinema, 4DX и ScreenX.
Disney выпустит в кинотеатрах более 600 специальных версий, в том числе вариант с вариабельным соотношением сторон экрана. 45 минут хронометража будут показаны в соотношении 1.85:1, а остальная его часть — в соотношении 2.39:1.

## Реакция

### Кассовые сборы
По состоянию на август 2023 года «Стражи Галактики. Часть 3» собрал $359 млн в США и Канаде и $486,5 млн на территории других стран, в общей сложности собрав более $845,5 млн по всему миру.
Ожидалось, что в свой первый уик-энд «Стражи Галактики. Часть 3» соберёт в США и Канаде приблизительно $110 млн в 4400 кинотеатрах. В свой первый день фильм собрал $48,2 млн, включая заработанные в четверг вечером $17,5 млн. Фильм возглавил местный прокат, собрав $118,4 млн к концу первого уик-энда. Во второй уик-энд «Стражи Галактики. Часть 3» остались на первом месте проката, собрав $62 млн и продемонстрировав спад в 48 % по сравнению с первыми выходными и лучшую позицию второго уик-энда среди всех сиквелов КВМ, а также меньший спад, чем у предыдущих фильмов франшизы, в том числе у картин «Человек-муравей и Оса: Квантомания» (70 %), «Тор: Любовь и гром» (68 %) и «Доктор Стрэндж: В мультивселенной безумия» (67 %). За третий уик-энд фильм заработал $32 млн и был смещён с первой строчки фильмом «Форсаж 10».
За пределами США и Канады в первый уик-энд было собрано $168,1 млн. Во вторые выходные фильм собрал $92 млн, на 48 % меньше, чем неделей ранее. По состоянию на 27 мая 2023 года больше всего фильм собрал в Китае ($77,4 млн), Великобритании ($36 млн), Мексике ($30,8 млн), Южной Корее ($26,7 млн) и Франции ($24,3 млн).

### Отзывы критиков
На сайте-агрегаторе рецензий Rotten Tomatoes фильм имеет рейтинг 81 % со средней оценкой 7,2 / 10 на основе 393 отзывов. Консенсус сайта гласит: «Галактическая команда обнимает так сильно, что сжимается сердце, в последних „Стражах Галактики“ — нежном прощании с самой разношёрстной семьёй КВМ». Сайт Metacritic, выставляющий оценки по среднему арифметическому взвешенному, присвоил фильму 64 баллов из 100 на основе 63 отзывов, что соответствует статусу «в основном положительные отзывы». Зрители, опрошенные для CinemaScore, дали фильму среднюю оценку «A» по шкале от A+ до F. PostTrak сообщил о том, что 94 % зрителей оставили о фильме положительные отзывы, причём 80 % сказали, что определённо рекомендовали бы его к просмотру.

### Награды и номинации
Фильм, его режиссёр и актёры были удостоены множества наград и номинаций. На 96-й церемонии вручения премии «Оскар» фильм был номинирован в категории «Лучшие визуальные эффекты», однако победу в данной номинации одержал фильм  «Годзилла: Минус один» от режиссёра Такаcи Ямадзаки. На 51-й церемонии вручения премии «Энни», лента победила в категории «Выдающиеся достижения в области анимации персонажей в живом исполнении». На 48-й церемонии вручения премии «Сатурн», картина получила семь номинаций и победила в категории «Лучший фильм — экранизация комикса». Фильм также получил шесть номинаций премии Общества специалистов по визуальным эффектам и победил в двух категориях. К тому же, фильм был номинирован на премию BAFTA в категории «Лучшие визуальные эффекты», однако не смог одержать в ней победу.

## Будущее
В апреле 2017 года Ганн сказал, что хотя «Часть 4» и имеет шанс появиться, она может быть сосредоточена на новой команде персонажей, так как Ганн хотел завершить историю оригинальных Стражей в «Части 3». В сентябре Ганн заявлял, что вряд ли планирует снимать ещё один фильм про Стражей, но продолжит сотрудничать со студией Marvel по созданию фильмов с участием Стражей и персонажей из космоса. Одним из таких проектов мог стать сольный фильм о Драксе и Мантис, идею которого Батиста назвал «потрясающей». Тем не менее по состоянию на май 2021 года Батиста не слышал никаких новостей относительно проекта, посчитав, что Marvel Studios «не очень заинтересована им, либо ему нет места в её планах». В сентябре 2019 года Ганн подтвердил, что «Часть 3» станет его последним фильмом этой франшизы, и вновь заявил об этом в мае 2021 года. В июле 2021 года Гиллан высказалась о своём желании продолжить играть Небулу после «Части 3». В апреле 2023 года Салдана подтвердила, что «Часть 3» — последний фильм для неё в роли Гаморы, но выразила надежду на то, что Marvel выберет новую актрису из числа «нового поколения актёров, способных воплотить этих персонажей», так как хочет, чтобы персонаж остался. В следующем месяце Прэтт заявил о том, что хочет продолжить играть Питера Квилла в дальнейшем при условии, что ему предложат правильный сценарий; после титров «Части 3» было заявлено о возвращении «Легендарного Звёздного Лорда» в определённый момент в будущем.